# Nốt tròn

Nốt tròn và dấu lặng tròn

Nốt tròn (tiếng Anh: semibreve, whole note) là một hình nốt nhạc có thân nốt bầu dục, rỗng ruột (màu trắng) và không có đuôi, có trường độ bằng một nửa nốt tròn đôi, tương đương bốn phách trong nhịp 4/4. Đa số các nốt khác đều so với nốt tròn, ví dụ một nốt trắng bằng 1/2 nốt tròn; một nốt đen bằng 1/4 nốt tròn,...
Một ký hiệu có liên quan đến nốt tròn là dấu lặng tròn. Dấu này biểu lộ một khoảng lặng tương đương trường độ của nốt tròn. Hình thức của dấu lặng tròn là một hình chữ nhật đen nằm treo trên dòng thứ tư của khuông nhạc (đếm từ dưới lên).

## Trường độ
Trong các loại nhịp phân hai (2/4, 3/4, 4/4,...) thì nốt tròn tương đương bốn phách. Vì thế nốt này chiếm cả một ô nhịp trong trường hợp nhịp 4/4. Độ dài phách thường căn cứ theo nốt đen. Ví dụ, nếu trường độ nốt đen được quy ước là tương đương 1 giây (60 phách/phút) thì trường độ nốt tròn sẽ là 4 giây.
Một nốt tròn tương đương hai nốt trắng, bốn nốt đen, tám nốt móc đơn, 16 nốt móc kép,... Trên nốt tròn còn có các nốt có trường độ dài hơn như nốt tròn ba, nốt tròn tư, tuy nhiên các nốt này đã rơi vào quên lãng.

### Nhịp điệu tự do
Nốt tròn và dấu lặng tròn có thể dùng trong loại nhạc có nhịp điệu tự do - chẳng hạn trong các bài thánh ca Anh giáo - khi muốn biểu thị cho cả một ô nhịp bất chấp giá trị thời gian của ô nhịp đó. Dấu lặng tròn cũng có thể được dùng theo cách thức này trong hầu hết hình thức âm nhạc.

## Lịch sử
Trong các khúc dạo đầu "không đo lường" của âm nhạc Pháp thế kỷ 17, tất cả các âm thanh đều ghi ở dạng nốt tròn bất kể trường độ như thế nào. Người biểu diễn sẽ tự quyết định trường độ dựa vào tính chất của tác phẩm nhạc, nói nôm na là ngẫu tác mà thành.